# Spirorbis similis
Spirorbis similis är en ringmaskart som beskrevs av Bush 1905. Spirorbis similis ingår i släktet Spirorbis och familjen Serpulidae. Inga underarter finns listade i Catalogue of Life.